# Jordi II de Còrcira
Jordi II de Còrcira va ser un bisbe grec de l'illa de Còrcira o Corfú, que va viure al segle xiii.
Va ser l'autor de diverses obres teològiques, especialment d'una contra l'orde dels frares minorites, i una altra contra l'ús del pa amb llevat a l'eucaristia.
Lleó Al·laci el confon amb Jordi I, i esmenta alguns passatges de les seves obres, però no es coneix amb seguretat a quin dels dos Jordis es podes atribuir. Casimir Oudin va establir el seu episcopat a l'entorn de l'any 1236.